# Processo civile
Il processo civile è un tipo di processo atto a dirimere controversie aventi ad oggetto il diritto privato. Si basa sui principi del diritto processuale civile contenuti per gran parte nel codice di procedura civile. 

## La funzione
La figura del processo è strettamente correlata a quella della tutela, essendo quest'ultima necessariamente giudiziale ed esaurendo solitamente il suo compito nell'apparato processuale con una pronuncia del giudice. Partendo da questo presupposto, tra le molte considerazioni in dottrina riguardo alla reale funzione del processo ce ne sono due principali.
La più antica vede il processo come lo strumento che assiste il singolo per la realizzazione e l'esercizio di un suo diritto; l'altra, prevalente in quasi tutto il XX secolo, considera il processo come una funzione pubblica diretta alla reintegrazione del diritto oggettivo.
Abbandonata inizialmente la prima impostazione sulla scia anche dell'influenza tedesca, si è capito col tempo che tuttavia essa non faceva coincidere molto il processo con la sua vera funzione originaria, ovvero lo scopo della tutela dei diritti del singolo. Parte della dottrina sta recuperando del tutto o in parte la prima impostazione, anche in considerazione del fatto che il processo viene necessariamente dopo la mancata cooperazione di due soggetti. Inoltre non è l'unico rimedio fornito dall'ordinamento, esistendone anche altri di natura processuale ma anche sostanziale. È la legge che deve definire d'altronde i rimedi e i bisogni di tutela, e non il processo, che deve invece tradurre la norma in tecniche adeguate allo scopo.

## Nel mondo

### Italia
Il processo civile in Italia è la disciplina del processo civile adottata nella Repubblica Italiana.
Una prima disciplina, dopo la proclamazione del Regno d'Italia, venne adottata la codificazione sabauda del 1859, sostituita in seguito nel 1865 da un nuovo codice civile e di civile italiano; rimasero in vigore fino alla nuova codificazione avvenuta nel 1942.